# Villa Cuauhtémoc
Villa Cuauhtémoc är en stad i Mexiko och administrativ huvudort i kommunen Otzolotepec i delstaten Mexiko. Villa Cuauhtémoc hade 12 863 invånare vid folkräkningen 2020.